# パンドラ (パチンコ)

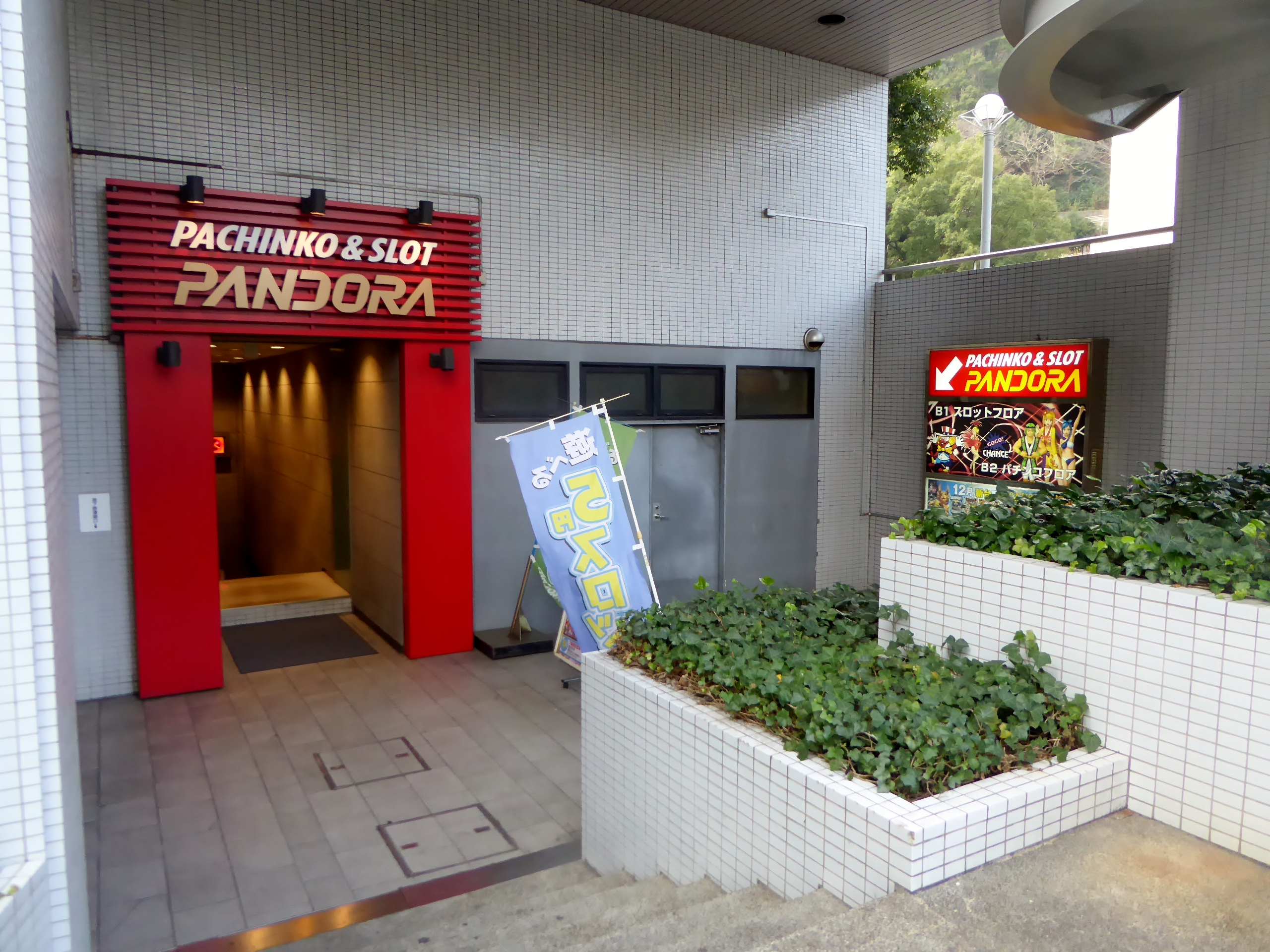
パンドラ新神戸店

株式会社パンドラは、東京都板橋区大山東町に本社を置き、パチンコホールのチェーンを運営する企業である。

## 概要
- 店舗数は15店（2010年3月現在）。うち14店舗は、ダイエーグループとなってから出店された店舗である。アメニティーズ傘下になってからは2010年12月27日に仲町台駅前店を出店した。
- 同じダイエーグループの日本ドリーム観光が所有していた店舗を譲受た店舗も存在していた。
- スーパーマーケットチェーンを展開する株式会社ダイエーの完全子会社であったことから、規模の割に知名度が高い。
- しかし、ダイエーの経営難により2006年9月29日付で長野県東御市の同業者、株式会社アメニティーズに売却された。

## 沿革
- 1981年 株式会社エルアンドエルとして設立。当時は町田店のみ。当時は萩原商事株式会社（シヅオカヤ）の関連会社であった。
- 1984年 萩原商事が株式会社忠実屋の傘下に入ったため、忠実屋傘下となる。
- 1991年 株式会社パンドラに社名変更。
- 1994年 忠実屋が株式会社ダイエーに合併されたため、ダイエー傘下となる。
- 1995年 鶴原店(閉店)・新神戸オーパ店(閉店)・横須賀店(閉店)・おおとり店(閉店)・沼津店(閉店)を出店
- 1996年 梅田店(閉店)・手稲店(閉店)・なんば7店(閉店)・なんば8店(閉店)・入間小谷田店（閉店）・柏高田店(閉店)・相模原店(閉店)を出店
- 1998年 船橋店(2010年3月8日に閉店)・横須賀8店(閉店)を出店
- 1999年 浅草店(閉店)を出店
- 2000年 北広島店(閉店)・井土ヶ谷店を出店
- 2006年 ダイエーが株の売却を発表し、株式会社アメニティーズ傘下となる。
- 2010年 アメニティーズの傘下では初となる仲町台駅前店(閉店)を出店
- 2021年 新型コロナウイルス感染拡大の影響により、大山本社縮小